# محمد در کتاب مقدس
استدلال‌هایی مبنی بر وجود پیشگویی‌های محمدی در کتاب مقدس، بخشی از سنت مسلمانان از تاریخ اولیه امت محمد (به عربی: أُمّة) را تشکیل داده‌است. تعدادی از مسیحیان در طول تاریخ، مانند یوحنای دمشق و ژان کالون، محمد را به‌عنوان ضدمسیح عهد جدید تفسیر کرده‌اند.
مسلمانان معتقد به ذکر نام و مشخصات محمّد پیامبر اسلام در کتب دینی پیش از خود هستند. البته اشاره به محمّد در کتاب مقدّس مورد پذیرش مسیحیان و یهودیان نیست. آن‌ها می‌گویند آنچه مسلمانان اشاره به پیامبر اسلام در کتاب مقدّس می‌پندارند نتیجهٔ توجه به آیات آن هم به‌طور ناقص یا بدون در نظر گرفتن کل متن است. مواردی که مسلمانان آن‌ها را اشاره به محمد تفسیر کرده‌اند، چنین است:

آیات ابتدایی کتاب مقدّس به زبان‌های عبری، انگلیسی و فارسی

- اشاره به فارقلیط در انجیل یوحَنّا (یوحَنّا ۱۶:۱۴ و ۲۶:۱۵ و ۷:۱۶) که آن را به معنای ستوده یا گزیده که همان محمّد یا احمد است تعبیر می‌کنند. ابن اسحاق نخستین تاریخ‌نگار اسلام، با گزارش انجیل یوحَنّا Munahhemana را واژه‌ای سریانی برای محمّد می‌داند که در یونانی پاراکلیت است.[۲] نویسندگان مسلمانان همانندی میان واژهٔ پاراکلتوس (paraclutos, παράκλητος) به معنای دلداری‌دهنده و پریکلوتوس (periclutos, περικλυτος) به معنی برگزیده یافته‌اند، و پریکلوتوس را با واژهٔ احمد، نام دیگر محمّد در قرآن ترجمه و تطبیق می‌دهند. محمّد کاظم شاکر دلیل این تطابق را در برابری شمار بندواژه‌های همخوان در زبان‌های سامی می‌داند.[۳] مسیحیان منظور از فارقلیط را روح‌القدس می‌دانند. همچنین در جواب می‌گویند: «در انجیل یوحَنّا مسیح حواریون را خطاب قرار داده و می‌گوید: لیکن تسلّی‌دهنده یعنی روح‌القدس که پدر او را به اسم من می‌فرستد، او همه‌چیز را به شما آموزش خواهد داد و آنچه به شما گفتم به یاد شما خواهد آورد.» (یوحَنّا باب ۱۴، آیهٔ ۲۶) در نتیجه آن کسی که مسیح می‌گوید که خواهد آمد در زمان رسولان خواهد بود همچنین عیسی به شاگردانش گفت: «شما تسلی‌دهنده را می‌شناسید»،
- ظهور درخشندگی خداوند و ظهور قدوس در تثنیه ۲:۳۳ و حیقوق ۳:۳ از صحرای فاران که هاجر و اسماعیل (نیای محمّد) طبق پیدایش ۲۱:۲ به آنجا رفته بودند. البته مسیحیان در جواب می‌گویند:در مورد تنثیه باب ۲ آیهٔ ۳۳، این آیه پیشگویی دربارهٔ ظهور پیامبر نیست، بلکه می‌گوید سخن از آمدن «خداوند» است! نقل قول از یک آیه آن هم به‌طور ناقص یا بدون در نظر گرفتن کل متن، غالباً مفهومی کاملاً اشتباه را ارائه می‌دهد. حتی اگر در این پیشگویی از نام خداوند ذکری به میان نیامده بود، با نگاهی به نقشهٔ جغرافیا پی می‌بردیم که فاران و سعیر نزدیک مصر و در شبه جزیرهٔ سینا قرار دارند و نه در فلسطین که محل زندگی و رسالت عیسی بود و نه در عربستان. فاران و سعیر صدها مایل دورتر از عربستان قرار دارند. برای آگاهی بیشتر به نقشهٔ جغرافیایی و هم چنین پیدایش فصل ۱۴ آیهٔ ۶، اعداد فصل ۱۰ آیهٔ ۱۲، فصل ۱۲ آیهٔ ۱۶، فصل ۱۳ آیهٔ ۳۰، تثنیه فصل ۱ آیهٔ ۱ رجوع فرمایید.[۴]
- پیامبری که در تثنیه ۱۵:۱۸ و ۱۸ از آن نام برده شده‌است که خدا سخنان خود را در دهان او می‌گذارد (اشاره به امّی بودن[۵]) و باید از برادران بنی‌اسرائیل یعنی اسماعیل باشد. البته مسیحیان در جواب می‌گویند: مسلمانان چنین تفسیر می‌کنند که مقصود از «برادران» نسل اسماعیل است. اشاره به پیامبر دیگر از آیهٔ ۱۵ شروع می‌شود و نه از آیهٔ ۱۸. در آیهٔ ۱۵ چنین می‌خوانیم: «او از میان قوم اسرائیل، پیامبری مانند من برای شما خواهد فرستاد» بنابراین آن پیامبر یهودی بود و نه عرب. چرا آن پیامبر باید از میان قوم اسرائیل ظهور می‌کرد: الف. قوم عرب در آن روزگار بت‌پرست بودند و خدای حقیقی را نمی‌شناختند. ب. وقتی موسی به برادران اشاره کرد، قوم بت‌پرست عرب در میان قوم اسرائیل حضور نداشتند. خدا قوم اسرائیل را از اقوام دیگر جدا کرده بود و بارها به آنان هشدار داد که با اقوام بت‌پرست در ارتباط نباشند و تحت تأثیر فرهنگ آنان قرار نگیرند. ج. موسی به‌طور روشن و واضح نام اقوام عرب را ذکر نکرد. حتی اگر مسلمانان دلایل مذکور را نپذیرند، آیهٔ ۲ را چگونه باید درک کرد: «قبیلهٔ لاوی در میان برادران خود نصیب (ملک) نخواهند داشت، زیرا خداوند میراث آنان است.» مسلمانان فراموش کرده‌اند که دوازده قبیلهٔ اسرائیل از نسل دوازده پسر یعقوب بودند و یهودیان طبق سنت قبایل، یکدیگر را برادر خطاب می‌کردند. موسی به قوم اسرائیل گفت: «پیامبری مانند من خواهد بود». موسی یهودی بود؛ بنابراین آن پیامبر باید یهودی باشد. موسی نگفت پیامبر غیر عبرانی و از قوم دیگر ظهور خواهد کرد. مسیح تحقق کامل این پیشگویی دربارهٔ نبی موعود بود. پس نمی‌تواند پیامبر اسلام باشد[۴]
- بندهٔ دستگیرشده‌ای که اِشَعیا در اِشَعیا ۱۱، ۲۸ و ۴۲ از آن یاد می‌کند، قیدار فرزند اسماعیل و نیای محمّد است.
- آن شخص الاهی قدرتمند که عدل و حق را با جهاد و شمشیر پایه‌گذاری می‌کند. (مزامیر که در میان مسلمانان به زبور معروف است ۴۵، ۷۲ و ۱۴۹).
- آن پسر انسان و ستارهٔ صبح و صاحب‌خانه که در میان فتنه‌ها با عصا از شرق طالع شود (متّی ۴۲ و مَرقُس ۱۳ و لوقا ۱۲ و مکاشفهٔ یوحَنّا ۲). مسیحیان در جواب می‌گویند: پسر انسان یکی از لقب‌هایی است که مسیح به خود در اناجیل می‌دهد و ربطی به پیامبر اسلام ندارد.
- گفتگویی در انجیل یوحَنّا باب اول[۶] که در آن از پیغمبری مورد انتظار یهودیان غیر از مسیح ذکر می‌شود.[۷]
- و موارد دیگری که مسلمانان مدعی تغییراتی در کتاب مقدّس هستند و مدعی هستند اصل آن را از برخی کتب قدیمی یافته‌اند.

مطالبی از این دست در «انیس الاعلام» تألیف «فخرالاسلام»، کتب عالم شیعه، «شیخ جواد بلاغی» و کتاب «اظهار الحق» تألیف «شیخ رحمت‌الله هندی» و «رد الیهود» تألیف «میرزا محمّدرضا جدیدالاسلام» (عالم یهود که مسلمان شد) و بشارات فارقلیط نوشته بزرگ علی مارهروی آمده‌است.
محققان اسلامی سبب هجرت اقوامی از یهود را به سرزمین حجاز و سکونت در دهکدهٔ گمنام و بی‌نشان یثرب (مدینه کنونی) و سبقت مشرکین آن سرزمین را به اسلام، همین پیش‌بینی‌ها و پیشگوئی‌ها می‌دانند و آیهٔ ۸۹ سورهٔ بقره را دربارهٔ امید و انتظار اولیه و سپس کفر اهل کتاب به محمّد و دین جدید وی دانسته‌اند.
لذا یک دشمنی بین یهودیان و محمّد پدید آمد و جنگ‌هایی نیز میان آنان و طرفداران کیش محمّد رخ داد.

## تحلیل تاریخی انجیل برنابا از دیدگاه اسلام
رساله برنابا Barnaba
{برنابا یا پسر وعظ، یکی از شاگردان حواریون مسیح بود. به اعتقاد مسلمین، انجیل وی یکی از بهترین اناجیلی است که از عصر نبوت مسیح از نظر صحت و اتقان مطالب، تعلیمات اخلاقی و معارف الهی در میان اناجیل موجود و بلکه همهٔ کتاب‌های آسمانی (به استثنای قرآن) بی‌نظیر است. از امتیازات این کتاب (به اعتقاد اکثر مسلمانان) می‌توان به موارد زیر اشاره کرد:
1. خواننده پس از تأمل در آن اطمینان پیدا می‌کند که کلماتش از مجرای وحی صادر شده و قدرت بشری از تنظیم و بیان چنین متنی ناتوان است.
2. ساحت مسیح را از تهمت گناه پاک کرده و انحراف تعلیمات برخی از دانشمندان مسیحی را (البته به اعتقاد مسلمانان) را آشکار کرده‌است.
3. در این رساله اشاره‌ای در مورد محمّد، پیامبر اسلام که در سایر کتب آسمانی مورد تحریف قرار گرفته یا از آن‌ها حذف شده‌است (البته به اعتقاد مسلمان) با کمال صراحت دیده می‌شود.

برنابا بیان می‌کند که این کتاب را به امر مسیح نوشته‌است. از نکات قابل توجه این کتاب این است که در به صراحت از بی‌ایمانی پولس سخن گفته‌است. در مورد رابطهٔ پولس و برنابا در کتاب اعمال رسولان تصریح شده که در سفر سومی که برنابا و پولس به اورشلیم (بیت‌المقدس) رفتند، میانشان مشاجره‌ای درگرفت که منجر به جدایی آن‌ها شد. در اعمال رسولان گوید: برنابا پولس را پس از آنکه هدایت یافت به حواریون معرفی کرد و می‌گوید پولس دشمن سرسخت آیین مسیحی بود و پس از صعود مسیح، از پیروان مسیحیت شد؛ بنا بر اعتقاد مسلمانان پولس مردی بی‌ایمان و مخالف آیین مسیح و دشمن برنابا بوده‌است و بر همین اساس رسالهٔ برنابا را از کتب مسیحی حذف کرد (بنا بر باور مسلمانان) تا جایی که برخی از پیروانش مانند پاپ جلاسیوس اول از مطالعهٔ آن نهی اکید نموده‌اند. رسالهٔ منسوب به برنابا در قرون اول مسیحی و قرون متمادی پیش از اسلام وجود داشته و استفاده از آن در میان مسیحیان متداول بوده‌است. بهترین دلیل این ادعا، اعتراف دانشمندان و مورخان مسیحی است که نمونه‌هایی از آن را ذکر می‌کنیم:
- ۱. فرمان پاپ جلاسیوس اول در مورد نهی از مطالعهٔ رسالهٔ برنابا، و تدیوس، و جیمس، و برتو لوماس، و اندریو که[۱۵] پاپ جلاسیوس در سال ۴۹۲ میلادی یعنی ۱۱۸ سال پیش از بعثت پیامبر اسلام به سمت پاپ منصوب شد؛ بنابراین فرمان فوق، بیش از یک قرن پیش از اسلام صادر شده‌است.
- ۲. صاحب اکسیهومو (از دانشمندان پروتستان) بخش پنجم از تتمهٔ کتابش را به معرفی رسالهٔ برنابا تخصیص داده و مطالبی را از قدمای مسیحی نقل کرده‌است. این کتاب در ۱۸۱۳ میلادی در لندن چاپ شده‌است.
- ۳. پطرس بستانی، از دانشمندان مسیحی در دائرةالمعارف کبیر، مطالب شایان توجهی راجع به برنابا و رسالهٔ منسوب به وی می‌نویسد که قسمتی از آن‌ها در ادامه بررسی می‌شود:

"نام اصلی برنابا، جوزف (یوسف) بود. کلمهٔ برنابا سریانی و به معنی "ابن النبّوة" یا "ابن الانذار" یا "ابن التعزیة" است. برنابا نخستین کسی از میان حواریون است که آیین یهودیت را ترک کرد و به مسیح ایمان آورد (این ادعا اشتباه است، برنابا جزو دوازده حواری مسیح نبود، اسامی حواریون مسیح را اینجا ببینید. برنابا یکی از رسولان مسیح بود و نام او در کتاب مقدّس مسیحیان، عهدجدید، ذکر شده و مورد احترام است، اما در هر صورت او جزو دوازده حواری مسیح نبود). گفته می‌شود کاتب رساله برنابا قدّیس برنابا است. این رساله در قرون اول مسیحی معروف بوده و مکرراً مورد استفاده قرار می‌گرفته‌است. از جمله کسانی که از آن اقتباس نموده‌اند اکلیمنضس اسکندری و اوریجانس هستند. "اوسابیوس" و "ایرونیموس" نیز از آن یاد کرده‌اند. رسالهٔ برنابا در طی قرون متمادی فراموش شده و نسخه‌های آن از دسترس مردم خارج شده بود تا آنکه در قرن ۱۷ میلادی "سرمند" یونانی آن را در رسالهٔ خطی از رسائل "بولیکبوس " یافت و در همین قرن "هوغومیزدوس " نسخهٔ لاتینی آن را در دیر "کورفی " به‌دست آورد که در سال ۱۶۴۵ میلادی در پاریس چاپ شد. در سال ۱۶۹۴ میلادی، رئیس اساقفه (مرجع روحانی مسیحیت)، اوشه، نیز نسخه‌ای از این رساله به دست آورده و به رسائل اغناطیوس افزود؛ ولی بر اثر یک آتش‌سوزی در آکسفورد، کتابخانه‌ها آتش گرفته و قسمت اندکی از این نسخه باقی ماند. نسخهٔ یونانی و لاتینی رساله برنابا مکرراً چاپ شده و "ویک" آن را به انگلیسی و شخص دیگری نیز آن را به زبان آلمانی ترجمه کرد.
ناگفته نماند که تمامی نسخ ذکر شده، کپی نسخهٔ (سرمند) یونانی است که ناقص و در چهار فصل است، ولی در سال ۱۸۵۹ میلادی، "تیشندرف" نسخهٔ یونانی کاملی را که ۲۱ فصل داشت از جبل سینا به دست آورد. بهترین نسخهٔ این رساله به صورت لاتینی قدیمی با حواشی و تفسیر است که به "هلجنفلد" مشهور است.
این نسخه در سال ۱۸۶۵ میلادی در "لیبسیک" و در سال ۱۸۶۴ میلادی در جرنال آمریکایی چاپ شد. تعداد زیادی از دانشمندان معتقدند که رسالهٔ برنابا را قدّیس برنابا، رفیق پولس نوشت و رأی متأخرین این است که این نسبت صحیح نیست و از جمله دلایل منکرین این است که در این رساله از خرابی اورشلیم سخن به میان آمده، بنابراین قطعاً بعد از سال ۷۰ میلادی نوشته شده‌است زیرا برنابا قبل از خرابی اورشلیم یعنی سال ۶۴ وفات کرده بود. بهتر است که بگوییم این نسخه در کنیسهٔ اسکندریه در قرون اولیه مسیحیت پیدا شده‌است و احدی قائل نشده که بعد از سال ۱۲۰ میلادی نوشته شده‌است."
از مطالبی که از دائرةالمعارف پطرس بستانی مسیحی نقل شد می‌توان نتیجه گرفت:
1. نویسندهٔ رسالهٔ منسوب به او (رسالهٔ برنابا)، قدیس برنابا است.

- ۳. این رساله قرون متمادی در بین مسیحیان فراموش شده بود (و استفاده از آن معمول نبود) تا آن‌که در قرن ۱۷ و ۱۸ میلادی مجدداً مورد توجه قرار گرفت. این همان انجیلی است که در قرون اولیه مسیحی، فراوان مورد استفاده قرار می‌گرفت و به زبان‌های مختلف ترجمه می‌شد.
- ۴. اگرچه برخی از دانشمندان مسیحی در اینکه این کتاب توسط شخص قدیس برنابا نویسنده اصلی این کتاب است تشکیک می‌کنند، ولی در این که این کتاب قبل از سال ۱۲۰ میلادی نوشته شده‌است اختلافی ندارند. جیمز هاکس در قاموس مقدّس می‌نویسد :"بعضی رساله به عبرانیان را به برنابا نسبت می‌دهند، و رسالهٔ دیگری را که نیز به اسم اوست ولی نویسنده‌اش معین نیست (رسالهٔ برنابا) به او نسبت می‌دهند. به‌طور قطع [می‌توان گفت که] برنابا آن را ننوشت. شاید این رساله در اوایل سال ۷۰ بعد از میلاد نوشته شده‌است". آقای هاکسانتوانسته وجود چنین انجیلی را انکار کند و تألیف آن را در سال ۷۰ بعد از میلاد (۴ قرن قبل از اسلام!) محتمل دانسته‌است.
- البته مسیحیان در جواب مسلمانان می‌گویند در لیست‌های تاریخی انجیل برنابا و رسالهٔ برنابا دو کتاب جدا از هم هستند. رساله نامه‌ای است که به کلیساها می‌نویسند در حالی که انجیل سرگذشت عیسی است پس انجیل برنابا و رسالهٔ برنابا دو کتاب جدا از هم هستند.
- ۵. نام بسیاری از اناجیلی که در قرون اولیه مسیحیت در میان مسیحیان مورد استفاده قرار می‌گرفت ذکر شده‌است. البته در زمان هر یک از مراجع روحانی مسیحی در آن‌ها تبدیل و تغییری ایجاد شد یا نسخه‌ای در جهت مطالعه یا عدم مطالعه برخی صادر شده‌است. نام رسالهٔ برنابا و انجیل مسیح نیز در میان آن‌ها دیده می‌شود.[۱۶]

در انجیل مرقس وانجیل برنابا، به انجیل مسیح اشاره شده‌است و از آیه ۵–۱ از آن سخن گفته شده‌است؛ که از انجیل مسیح چیزی در دست نیست. اناجیلی که سابقاً و فعلاً معمول بوده و هست، نوشتهٔ بعضی از شاگردان مسیح و برخی از افراد مجهول‌الاسم است. مطالب این اناجیل به دلیل کثرت تعداد نویسندگان متناقض و و برخی از مواقع بی‌اساس است. با این حال، مطالب موجود در رسالهٔ برنابا که به دستور حتمی خود مسیح نوشته شده‌است، (بنا بر اعتقاد مسلمانان) زیرا در حقیقت نسخه‌ای از انجیل مسیح است (بنا بر اعتقاد مسلمانان) کرده‌اند، در حالی در اروپا پیدا شد که در میان مسلمانان هرگز نام و اثری از آن نبود. در کتاب‌هایی که در خصوص اثبات اسلام و رد مسیحیت نوشته شده نامی از انجیل برنابا به میان نیامده‌است. در فهرست‌های قدیمی و جدید فارسی و عربی کتابخانه‌های بزرگ جهان و مستشرقین که نام نادرترین و گمنام‌ترین کتب عربی و فارسی هم در آن‌ها موجود است، کوچک‌ترین اثری از این رساله وجود ندارد.
این رساله برخلاف سایر اناجیل موضوع تصلیب (به دار آویختن) مسیح را شدیداً انکار و آن را زشت‌ترین نسبت ناروا به وی می‌داند. عنوان تثلیث را از میان می‌برد و به توحید اشاره می‌کند تنها راه سعادت را داشتن توأمان عقیده و عمل پاک می‌داند. وی با پولس که نجات امت را تنها مرهون محبت مسیح و اعتقاد به تثلیث می‌داند، و با پولس مخالف است.
دانشمندان مسیحیت این رساله را رد کردند.
تاکنون هیچ دلیل، مدرک و یافته‌ای تاریخی نیست که ثابت کند این انجیل که تازه کشف شده همان رسالهٔ اشاره شده در قبل از اسلام است و تا کنون هیچ تاریخ‌دان غیر مسلمان چه مسیحی چه سکولار، سندیت تاریخی آن را تأیید نکرده‌است.